# FFC Flaesheim-Hillen
Der FFC Flaesheim-Hillen ist ein ehemaliger Sportverein aus dem Halterner Stadtteil Flaesheim. Der Verein entstand durch den Zusammenschluss der Frauenfußballabteilungen der SG Hillen aus Recklinghausen und des SuS Concordia Flaesheim. In der kurzen Lebenszeit des Vereins spielte man zwei Jahre lang erfolgreich in der Frauen-Bundesliga und erreichte das Finale des DFB-Pokals.

## Geschichte

### Die Stammvereine
Die SG Hillen entstand im Jahre 1975 durch die Fusion der Vereine DJK SV Hillen und FC Rot-Weiß Hillen. Im Jahre 1995 stieg die Frauenmannschaft der SG Hillen in die Bundesliga auf, musste jedoch in der folgenden Saison 1995/96 ohne Sieg und mit nur drei Punkten wieder absteigen. Nach mehreren Jahren in der Regionalliga gelang in der Saison 1998/99 der Wiederaufstieg.
Fusionspartner Concordia Flaesheim wurde am 15. Juli 1969 in Flaesheim gegründet und stellte ab 1993 eine Frauenmannschaft, die nur in unteren Spielklassen am Ball war. Im Jahre 1999 fusionierten die Frauenfußballabteilungen der beiden Vereine zum FFC Flaesheim-Hillen, der seinerzeit der größte Mädchen- und Frauenfußballverein in Nordrhein-Westfalen war.

### FFC Flaesheim-Hillen
Durch den Aufstieg der SG Hillen konnte die von Reiner Eisenkopf trainierte Mannschaft in die Bundesliga starten. Die Mannschaft startete mit einer 1:3-Niederlage gegen den FFC Brauweiler Pulheim und konnte erst am 4. Spieltag mit einem 4:2 gegen den 1. FC Nürnberg den ersten Sieg feiern. Tiefpunkt der Saison war eine 0:10-Niederlage beim 1. FFC Frankfurt am siebten Spieltag. In der Rückrunde konnte sich die Mannschaft steigern und belegte am Ende der Saison 1999/00 den achten Platz. Im DFB-Pokal 1999/2000 schied die Mannschaft bereits in der ersten Runde nach einer 1:2-Niederlage gegen den FFC Heike Rheine aus.
Zur folgenden Saison 2000/01 übernahm Hermann Erlhoff das Traineramt, während der Verein mit Kerstin Stegemann und Claudia Mandrysch prominente Neuzugänge verpflichten konnte. Die Mannschaft konnte sich steigern und belegte am Saisonende den fünften Platz. Darüber hinaus sorgte die Mannschaft im DFB-Pokal 2000/01 für Furore. Zunächst gewann die Mannschaft mit 6:1 beim SV Fortuna Magdeburg. Anschließend konnten sich die Flaesheimerinnen dreimal in Folge im Elfmeterschießen gegen den Hamburger SV, den FFC Brauweiler Pulheim und den 1. FFC Turbine Potsdam durchsetzen und erreichten das Finale. Trotz einer 1:0-Halbzeitführung durch Antje Meier musste sich die Mannschaft von Trainer Hermann Erlhoff dem 1. FFC Frankfurt mit 1:2 geschlagen geben.
Aufgrund finanzieller Probleme wurde lange über einen Beitritt des Vereins zum FC Schalke 04 verhandelt. Schalkes damaligen Manager Rudi Assauer sicherte eine Übernahme zu und veranlasste, dass der FFC Flaesheim-Hillen im Pokalfinale mit neuen Trikots aufliefen, mit der sich kurz vor der Eröffnung stehenden Arena auf Schalke als Trikotsponsor. Die Pläne scheiterten, da der Verein mit rund 400.000 Mark verschuldet war und Schalkes Wirtschaftsprüfer von einem Engagement abriet. Die Vereinsführung stellte deshalb einen Antrag auf Insolvenz. Am 12. Juli 2001 wurde der Verein aufgelöst.

## Statistik

### Erfolge
- DFB-Pokal-Finalist 2001

### Saisonbilanzen
| Saison  | Liga       | Platz | S | U | N  | Tore  | Punkte | DFB-Pokal |
| ------- | ---------- | ----- | - | - | -- | ----- | ------ | --------- |
| 1999/00 | Bundesliga | 8.    | 6 | 2 | 14 | 23:74 | 20     | 1. Runde  |
| 2000/01 | Bundesliga | 5.    | 9 | 6 | 7  | 30:25 | 33     | Finale    |

## Persönlichkeiten
Der FFC Flaesheim-Hillen stellte mit Jeannette Götte und Kerstin Stegemann zwei deutsche Nationalspielerinnen. Claudia Mandrysch war vor ihrem Engagement beim FFC Flaesheim-Hillen bereits Nationalspielerin. Im DFB-Pokalfinale 2001 wurden außerdem noch Melanie Höfkes, Carina Terberl, Hiromi Katagiri, Silke van den Berg, Katrin Lange, Annika Schmidt, Stefanie Pohl, Kathrin Voss, Antje Meier und Isabel Janßen eingesetzt. Weitere Spielerinnen des FFC Flaesheim-Hillen waren Julia van den Berg, Carmen Falkowski, Kathrin van Kampen, Kathrin Peter und Tatjana Wladimirowna Saizewa.

## Nachfolgeverein Concordia Flaesheim
Nach der Auflösung des FFC Flaesheim-Hillen baute der Stammverein Concordia Flaesheim wieder Frauenmannschaften auf und die erste Mannschaft begann in der Kreisliga und stieg direkt in die Bezirksliga auf. Es war der erste von drei Aufstiegen in Folge, die die Concordia in die viertklassige Verbandsliga Westfalen brachte. Daraufhin wurden die Flaesheimerinnen jedoch zur Fahrstuhlmannschaft. 2005 stieg die Mannschaft in die Landesliga ab und kehrte drei Jahre später zurück. Im Jahre 2012 ging es erneut runter in die Landesliga, jedoch gelang der direkte Wiederaufstieg. Der Klassenerhalt wurde in der Saison 2013/14 verpasst und die Mannschaft wäre in der folgenden Spielzeit beinahe in die Bezirksliga durchgereicht worden. Stattdessen gelang im Jahre 2016 der erneute Aufstieg in die Westfalenliga, die bis 2018 gehalten werden konnte. Vier Jahre lang hielten sich die Flaesheimerinnen in der Landesliga auf, ehe 2022 der erneute Aufstieg in die Westfalenliga gelang.
Mit Besjana Reçica stellte Concordia Flaesheim eine kosovarische Nationalspielerin. Sophia Winkler wurde Bundesliga- und Nationalspielerin. Die Männermannschaft spielte zumeist auf Kreisebene. In der Saison 2022/23 gehörte die Mannschaft der Bezirksliga an.